# 井田徹治
井田 徹治（いだ てつじ、1959年 - ）は、日本の科学ジャーナリスト。

## 略歴
東京都生まれ。1983年東京大学文学部社会学科卒業、共同通信社に入社。福島支局、つくば通信局、1991年科学部、2001年から2004年、ワシントン支局特派員（科学担当）。環境と開発の問題を長く取材、気候変動に関する政府間パネル総会、ワシントン条約締約国 会議、環境・開発サミット（ヨハネスブルク）、国際捕鯨委員会総会など多くの国際会議も取材している。

## 著書
- 『大気からの警告 迫りくる温暖化の脅威』創芸出版 2000
- 『データで検証!地球の資源ウソ・ホント エネルギー、食糧から水資源まで』講談社ブルーバックス　2001
- 『サバがトロより高くなる日 危機に立つ世界の漁業資源』講談社現代新書　2005
- 『ウナギ 地球環境を語る魚』岩波新書　2007
- 『生物多様性とは何か』岩波新書 2010
- 『データで検証地球の資源 未来はほんとうに大丈夫なのか?』講談社ブルーバックス 2011
- 『環境負債 次世代にこれ以上ツケを回さないために』ちくまプリマー新書 2012
- 『鳥学の100年 鳥に魅せられた人々 日本鳥学会100周年記念』平凡社 2012
- 『有害化学物質の話 農薬からプラスチックまで』PHPサイエンス・ワールド新書 2013
- 『霊長類 消えゆく森の番人』岩波新書 2017

### 共著
- 『カーボンリスク CO2・地球温暖化で世界のビジネス・ルールが変わる』末吉竹二郎共著 北星堂書店 2006
- 『見えない巨大水脈地下水の科学 使えばすぐには戻らない「意外な希少資源」』日本地下水学会共著 講談社ブルーバックス 2009
- 『グリーン経済最前線』末吉竹二郎共著 岩波新書 2012

### 翻訳
- ニック・ドーソン作,パトリック・ベンソン絵『北をめざして 動物たちの大旅行』福音館書店 2016

## 論文
- <井田徹治